# Polimeryzacja łańcuchowa
Polimeryzacja łańcuchowa to rodzaj chemicznej reakcji polimeryzacji. Podstawową cechą tej reakcji odróżniającą ją od polimeryzacji stopniowej jest brak bezpośredniej zależności między stopniem polimeryzacji a stopniem przereagowania grup funkcyjnych pochodzących od monomeru.

## Przebieg polimeryzacji łańcuchowej

### Inicjowanie
Każda polimeryzacja łańcuchowa jest "uruchamiana" przez inicjowanie. Inicjowanie to może być zapoczątkowane przez rozpad specjalnego związku chemicznego, który dodaje się do układu reakcji – tzw. inicjatora, lub np. w wyniku podgrzewania lub naświetlania tego układu. Czasami stosuje się obie te metody naraz. Przebieg inicjowania z użyciem inicjatora chemicznego można przedstawić następująco:
X-X → 2 X* – (1)
X* + M → X-M* – (2)
1. – rozpad inicjatora – * oznacza centrum aktywne, którym może być rodnik, anion lub kation
2. – reakcja aktywnej formy inicjatora z monomerem, prowadząca do powstawania aktywnej formy monomeru

### Propagacja
Aktywna forma monomeru "atakuje" kolejną cząsteczkę monomeru:
X-M* + M → X-M-M*
tak powstały dimer posiadający na końcu wciąż centrum aktywne (*) "atakuje" natychmiast kolejną cząsteczkę monomeru:
X-M-M* + M → X-M-M-M*
a powstały w tej reakcji trimer ponownie "atakuje" kolejną cząsteczkę monomeru:
X-M-M-M* + M → X-M-M-M-M*
W kolejnych aktach do coraz dłuższego łańcucha polimeru przyłączają się kolejne cząsteczki monomeru, co można zapisać ogólnie:
X-Mn* + M → X-Mn+1*
Wszystkie te akty przyłączania kolejnych cząsteczek monomeru następują bardzo szybko jedna po drugiej i łącznie nazywa się je propagacją. W klasycznych, wolnorodnikowych reakcjach polimeryzacji, pojedyncze akty propagacji zajmują czas rzędu kilku-kilkunastu nanosekund (0,000 000 001 s) co oznacza, że w jednej sekundzie przyłącza się kilkaset tysięcy merów, a powstanie od zera pojedynczej cząsteczki polimeru o stopniu polimeryzacji rzędu 1 miliona zajmuje kilka sekund.

### Terminacja
Teoretycznie propagacja może trwać tak długo, aż wszystkie dostępne cząsteczki monomeru zostaną przyłączone do rosnących łańcuchów polimerów. Tak jednak dzieje się wyłącznie w przypadku tzw. polimeryzacji żyjącej. We wszystkich innych przypadkach propagacja kończy się na skutek rozmaitych reakcji ubocznych, które prowadzą do zaniku centrum aktywnego na końcu rosnącego łańcucha polimeru, co nazywa się terminacją.
Najczęściej terminacja zachodzi na skutek reakcji dwóch rosnących łańcuchów polimeru z sobą:
X-Mn* + X-Mm* → X-Mm+n-X – rekombinacja
X-Mn* + X-Mm* → X-Mm + X-Mn – dysproporcjonowanie
lub na skutek reakcji z zanieczyszczeniami lub specjalnie dodawanymi środkami terminującymi:
X-Mn* + Y → X-Mn-Y

## Stopień polimeryzacji w reakcji łańcuchowej
W polimeryzacji łańcuchowej wszystkie trzy procesy – inicjowanie, propagacja i terminacja zachodzą cały czas naraz w trakcie jej trwania. Oznacza to, że w każdej chwili jej trwania wzrost jednych łańcuchów polimeru właśnie się zaczyna, innych jest akurat w trakcie, a jeszcze inne łańcuchy są już nieaktywne na skutek zajścia terminacji. Wszystko to powoduje, że w zasadzie stopień polimeryzacji powstającego polimeru jest w miarę stały w czasie trwania reakcji i niemal nie zależy od aktualnego stopnia przereagowania monomeru.
W praktycznie wykonywanych, typowych reakcjach polimeryzacji łańcuchowej, obserwuje się w pierwszych dwóch-trzech sekundach jej trwania gwałtowny wzrost średniego stopnia polimeryzacji (bo zaczynają powstawać pierwsze łańcuchy polimeru), następnie jest mniej więcej stały przez większość czasu jej trwania, aby pod sam koniec nieco wzrosnąć. Końcowy wzrost wynika z tzw. efektu Tromsdorffa, który jest spowodowany zmniejszeniem się prawdopodobieństwa wystąpienia reakcji terminacji, wynikającym ze zwykłej statystyki.
Naturalnie, koniecznym warunkiem do zajścia polimeryzacji łańcuchowej jest to aby szybkość propagacji była znacznie większa od szybkości wszystkich reakcji terminacji. Czym większa jest ta różnica tym większy stopień polimeryzacji można osiągnąć w trakcie jej trwania. Pewien wpływ na stopień polimeryzacji ma też proporcja ilości użytego inicjatora do ilości monomeru, a także stosunek szybkości inicjowania do szybkości propagacji.
Skrajnym przypadkiem polimeryzacji łańcuchowej jest polimeryzacja żyjąca, w której udało się całkowicie wyeliminować wszystkie reakcje terminacji, a proces inicjowania jest znacznie szybszy od propagacji. Sytuacje pośrednie, gdy np. szybkość procesu inicjowania jest zbliżona do szybkości propagacji, albo gdy reakcje terminacji nie zostały całkowicie wyeliminowane ale są bardzo powolne albo odwracalne nazywa się polimeryzacją pseudożyjącą.

## Rodzaje polimeryzacji łańcuchowych
Oprócz wcześniej wspomnianego podziału na polimeryzację zwykłą, żyjącą i pseudożyjącą, reakcje te dzieli się jeszcze ze względu na rodzaj stosowanego inicjatora i natury centrum aktywnego:
- polimeryzacja anionowa – ma miejsce wtedy, gdy centrum aktywnym jest anion
- polimeryzacja kationowa – ma miejsce wtedy, gdy centrum aktywnym jest kation
- polimeryzacja wolnorodnikowa – ma miejsce wtedy, gdy centrum aktywnym jest wolny rodnik
- polimeryzacja koordynacyjna – ma miejsce wtedy, gdy centrum aktywne ma charakter związku kompleksowego
- polimeryzacja z przeniesieniem grupy – ma miejsce wtedy, gdy centrum aktywne odtwarza się po każdym akcie propagacji na skutek przeniesienia grupy funkcyjnej z rosnącego łańcucha na cząsteczkę monomeru lub inicjatora.
- polimeryzacja z przeniesieniem atomu – ma miejsce wtedy, gdy centrum aktywne odtwarza się po każdym akcie propagacji na skutek przeniesienia pojedynczego atomu z rosnącego łańcucha na cząsteczkę monomeru lub inicjatora. Szczególnym przypadkiem tej polimeryzacji jest ATRP (Atom transfer radical polymerisation)
- Polimeryzacja z otwarciem pierścienia – w której monomer nie posiada typowych grup funkcyjnych ale jest zdolny do polimeryzacji na skutek pękania układów cyklicznych, które występują w jego strukturze. Jest ona bardzo często stosowana zamiast polimeryzacji stopniowej.

## Najbardziej znane polimery otrzymywane w polimeryzacji łańcuchowej
- poliolefiny – takie jak polietylen, polipropylen, polistyren
- polimery winylowe – takie jak polichlorek winylu, poliakrylany, poliakrylonitryl, teflon
- Niektóre polietery, poliestry i poliamidy.